# إيمان عيسى الناصر
إيمان عيسى إسماعيل الناصر أكاديمية وكاتبة وناشطة اجتماعية بحرينية.

## النشأة والتعليم
والدها هو عيسى إسماعيل الناصر ووالدتها هي شريفة يوسف بوعلاي. لديها أخوين وأخت وهم ياسر ووهيب وإيمان.
حصلت على ليسانس لغة عربية من جامعة عين شمس بمصر. ثم حصلت على دبلوم دراسات عليا في التربية من جامعة البحرين. ثم حصلت على ماجستير في قصيدة النثر العربية دراسة التغاير والاختلاف من جامعة البحرين. ثم حصلت على دكتوراه في النقد الأدبي الحديث من جامعة القاهرة مصر.

## المسيرة المهنية
عملت معلمة لغة عربية في وزارة التربية والتعليم من 1980 إلى 1997. ثم ترقت إلى موجهة تربوية من 1998 إلى 2004. ثم ترقت إلى اختصاصية بالأمانة العامة لمجلس التعليم العالي بوزارة التربية والتعليم من 2007 وخبيرة مركز البحوث والتطوير وأمينة سر مجلس التعليم العالي من 2008.
في 9 مايو 2013 احتفت الأمانة العامة بالناصر بمناسبة رجوعها إلى العمل من رحلة علاج طويلة.
تحمل عضوية عدة جمعيات منها:
- جمعية أولياء أمور المعاقين وأصدقائهم.
- جمعية متلازمة داون.
- مجلس إدارة مركز الوفاء للتوحد بجمعية التخلف العقلي البحرينية.
- مجلس الآباء بمدرسة السنابس الابتدائية للبنات.
- الملتقى الأهلي الثقافي.
- لجنة العقد العربي للمعاقين لجنة التعليم.
- لجنة إعداد منهج ذوي الاحتياجات الخاصة، 2003.
- لجنة المكتبات، 2002.
- شاركت في عدة فعاليات معنية بمجال الإعاقة من خلال ندوات ومؤتمرات وورش عمل ومحاضرات ومقالات صحافية.

## الجوائز والتكريمات
تسلمت الناصر جائزة الشيخة فريحة الأحمد الجابر الصباح للأم المثالية الخليجية والتي أُقيمت في الكويت.

## المؤلفات
- وحدة النص وتعدد القراءات التأويلية في النقد العربي المعاصر (2011).[5]